# ERC Ingolstadt
ERC Ingolstadt (Eishockey-und-Rollschuh Club Ingolstadt) är en professionell ishockeyklubb som spelar i Deutsche Eishockey Liga (DEL). De spelar sina hemmamatcher i Ingolstadt, Tyskland i Saturn Arena. Klubben grundades 1964.
Kända spelare som spelat i klubben är bland annat Jason Holland, Jamie Langenbrunner, Andy McDonald, Timmy Pettersson och Marco Sturm